# Santiago Schaerer
Santiago Otto Schaerer Kuenzli (en alemán: Jakob Otto Schaerer Kuenzli) nacido el 6 de junio de 1834 en Vordemwald, Argovia, Suiza y fallecido el 28 de enero de 1895 en Asunción, Paraguay, fue un inmigrante suizo, comerciante, colonizador y colono, fundador y administrador de varios pueblos y colonias en América del Sur, entre ellos San Bernardino.

## Reseña biográfica

### Su Vida
Hijo único de una típica familia suizo alemana, sus padres fueron Jakob Schaerer, concejal municipal de Vordemwald, Argovia; Suiza y Johanna Barbara Kuenzli. Estudió en su ciudad natal y se casó con Catharina Carolina Mueller Hess, alemana de Unterambringen, Baden, llegando a tener con ella dos hijos, Jakob Emil Anton y Hans Otto, ambos suizos. 
En 1861, un tercer hijo recién nacido falleció y unos días más tarde su esposa. Quedando viudo a los 27 años, se aventuró al nuevo mundo convirtiéndose en colonizador y fundador de numerosos pueblos y colonias suizo alemanas en América del Sur. En Uruguay fue uno de los fundadores y primeros colonos de Nueva Helvecia, luego pasó a la Argentina, y finalmente se instaló en el Paraguay en el año 1869, concluyendo la Guerra de la Triple Alianza.

## Obra
Zarpó de Hamburgo, Alemania en 1862 y llegó a Montevideo. Junto con otros colonizadores suizos creó Nueva Helvecia, la primera colonia suiza en el Uruguay. Pasó por Argentina, Carmen de Patagones y Santa Fe para instalarse en el año 1869 en el Paraguay, en la zona de Caazapá, donde se casó con Isabel Vera y tuvo otros dos hijos: Santiago Guillermo y Eduardo Schaerer, este último llegaría a ser Presidente del Paraguay y uno de los políticos más influyentes de la historia de este país. Años más tarde sus otros hijos, Jakob Emil Anton y Hans Otto, vinieron de Suiza y para instalarse también en el Paraguay.
Inició su labor colonizadora en el corazón de América del Sur con la fundación de San Bernardino, la primera colonia de alemanes y suizos en Paraguay, el 24 de agosto de 1881. Continuó su labor civilizadora con Benjamín Aceval y Yegros.
Fue Administrador de San Bernardino durante su primera década de existencia planificándola y construyéndola con esmero en compañía de sus compañeros colonos alemanes.
Santiago Otto Schaerer falleció en Asunción el 28 de enero de 1895 a los 60 años de edad.